# 1953
1953 (MCMLIII) var ett normalår som började en torsdag i den gregorianska kalendern.

## Händelser

### Januari
- 1 januari – Povel Ramels första revy Akta huvet har premiär på Folkan i Stockholm [1].
- 3 januari – Samuel Becketts pjäs "I väntan på Godot" har premiär i Paris [2].
- 7 januari – Harry S. Truman tillkännager att man i USA håller på att utveckla vätebomben.
- 8 januari
  - Godset Harpsund i Södermanland doneras av korkfabrikören Carl August Wicander som rekreationsbostad för Sveriges statsminister [2].
  - 8 personer, varav 6 svenskar, omkommer då det svenska tankfartyget Avanti bryts i tre delar utanför Japans kust [3].
- 9 januari – 249 personer omkommer då en sydkoreansk färja förliser utanför Pusan [3].
- 13 januari – Josip Broz Tito väljs till Jugoslaviens president.
- 20 januari
  - Dwight D. Eisenhower tillträder som USA:s 34:e president.[4]. Han blir därmed den förste republikanen i Vita Huset sedan 1933.
  - Den unge Kalifornienpolitikern Richard M. Nixon tillträder som USA:s nye vicepresident.
- 31 januari – 133 personer omkommer då färjan MV Princess Victoria sjunker på Irländska sjön [3].

### Februari
- 1 februari

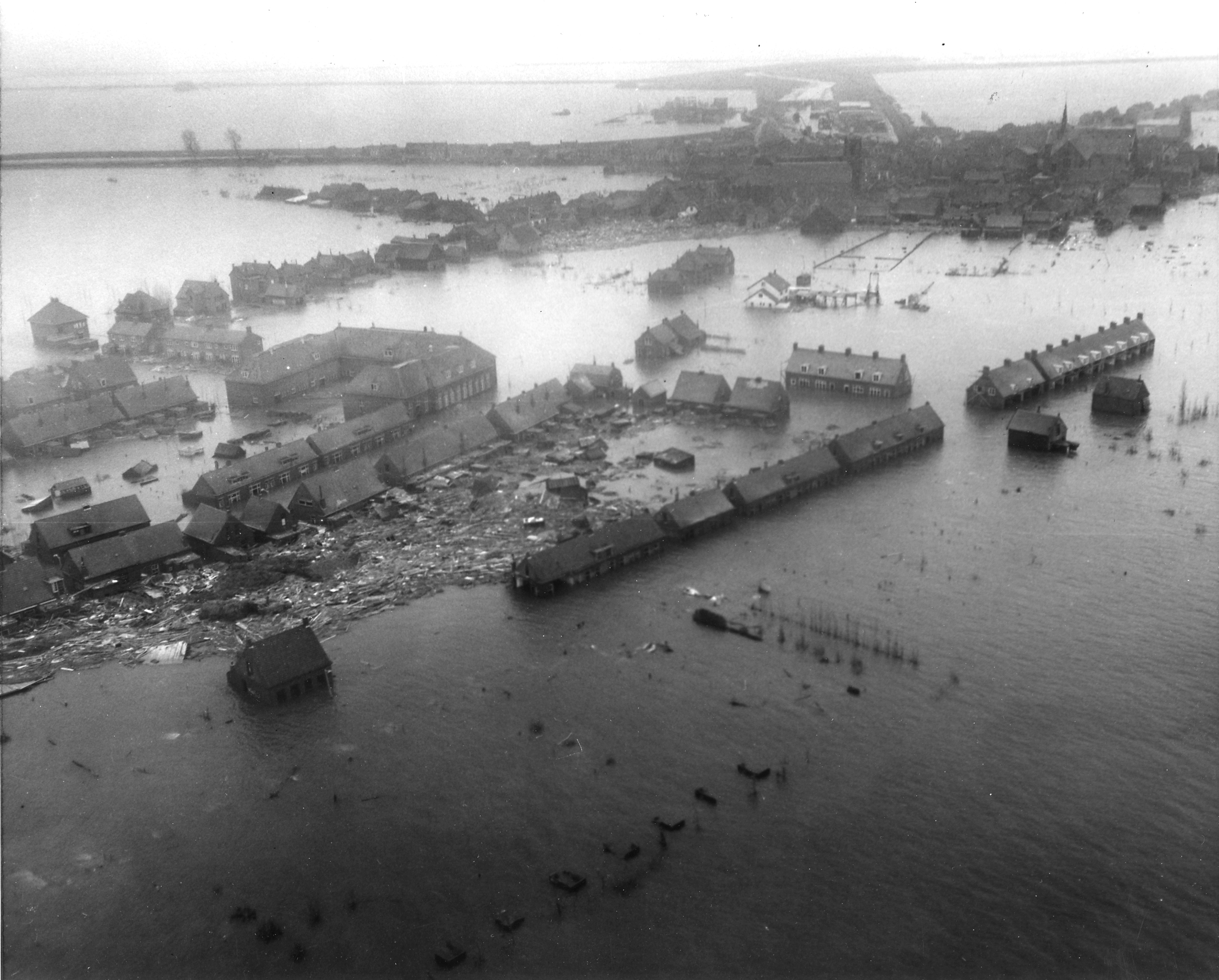
Stormfloden i Nordsjön 1953.

  - En översvämningskatastrof drabbar Nederländerna då vallarna mot Nordsjön brustit och 100 000 personer blir hemlösa [2].  Översvämningarna kräver drygt 2 100 dödsoffer, och människor måste räddas med båt och helikopter [5].
  - Jacques Tatis film Semestersabotören har premiär i Paris [5].
  - Dick Helander blir biskop i Strängnäs [6].
- 9 februari – Ingmar Bergmans film Sommaren med Monika efter Per Anders Fogelströms roman har premiär [1] på Spegeln i Stockholm. Harriet Andersson och Lars Ekborg spelar filmens unga par, och flera scener anses vågade [7].
- 13 februari – Nordiska rådet, bestående av Sverige, Norge, Danmark och Island, håller sitt första möte [1] i Köpenhamn.

### Mars

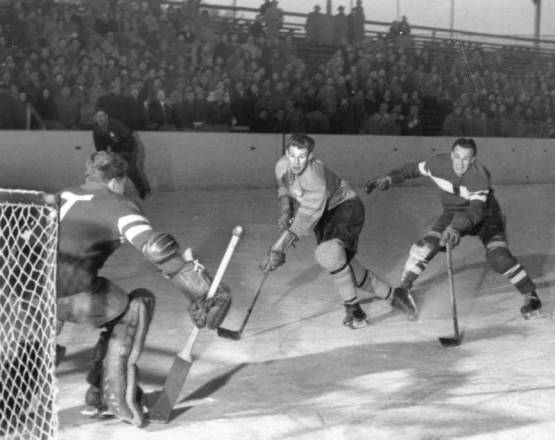
Sveriges herrlandslag i ishockey segrar i Världsmästerskapet i ishockey för herrar.

- 1 mars – Nils "Mora-Nisse" Karlsson vinner Vasaloppet för nionde och sista gången [2].
- 5 mars – Josef Stalin dör i sviterna av en hjärnblödning [2].
- 6 mars – Josef Stalin efterträds av Georgij Malenkov, Nikolaj Bulganin och Nikita Chrusjtjov som Sovjetunionens ledare [2].
- 13 mars – Kurt Haijbys dom fastställs slutligen av Svea hovrätt till sex års straffarbete.
- 15 mars – I Bern blir Sverige för första gången världsmästare i ishockey [2].
- 28 mars – Sara Lidman debuterar med romanen Tjärdalen [1].

### April
- 1 april – Sveriges första manliga sjuksköterska, Allan Härsing, utexamineras i Stockholm [2].
- 4 april – 92 personer omkommer då turkiska ubåten TCG Dumlupınar går under vid Dardanellerna efter kollision med svenska M/V Naboland [3].
- 7 april – FN:s generalförsamling väljer 47-årige Dag Hammarskjöld till generalsekreterare efter Trygve Lie [2].
- 11 april – 35-årige Sixten Ehrling utses till förste hovkapellmästare i Sverige [5].
- 16 april – USA:s president Dwight D. Eisenhower håller talet "Chance for Peace" till National Association of Newspaper Editors.[8]
- 25 april – Francis Crick och James D. Watson publicerar sin beskrivning av DNA-strukturen.[9]

### Maj

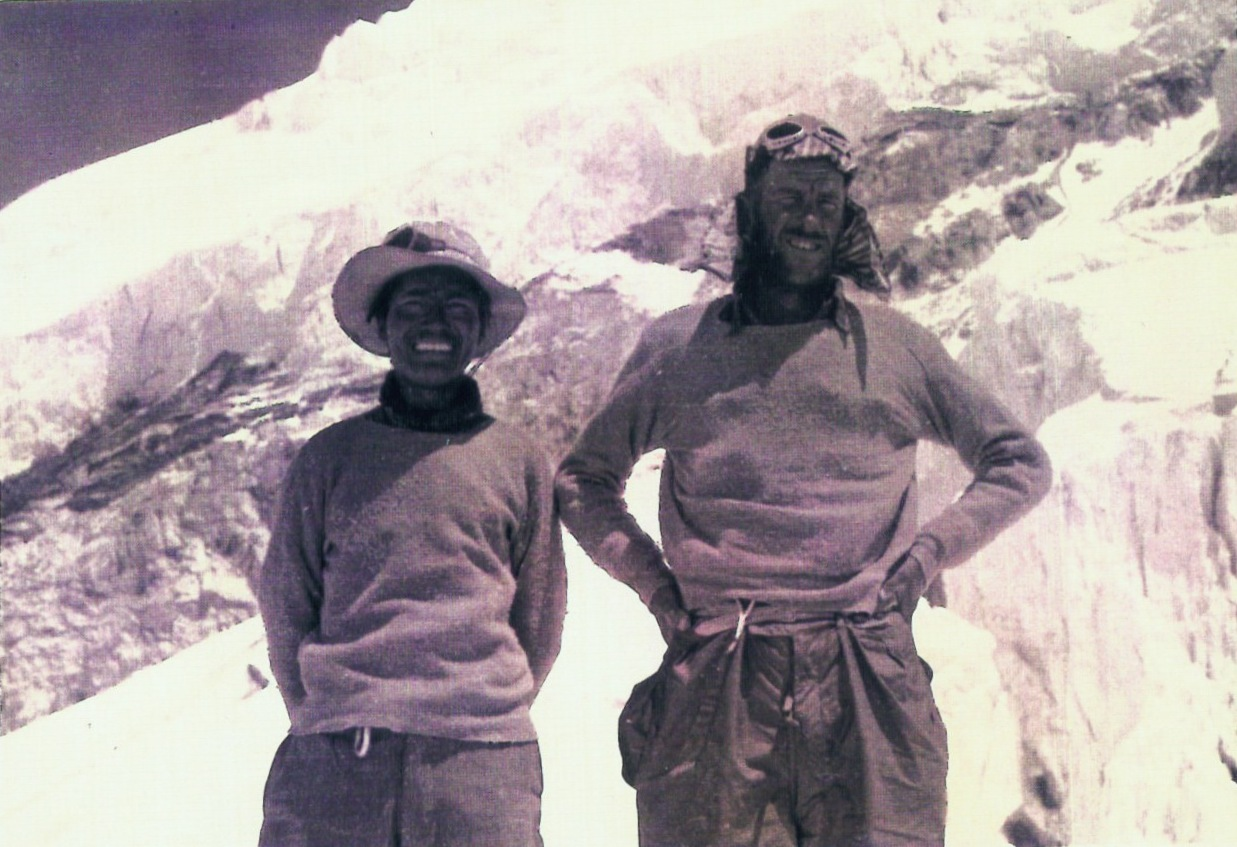
Tenzing Norgay och Edmund Hillary blir det första människorna att nå Mount Everests topp.

- 1 maj – Med anledning av prisökningen i Sverige höjs folkpensionen med 25 % så att en ensam pensionär får 1 750 kronor om året [1].
- 27 maj – Lagen om obligatorisk sjukförsäkring antas av Sveriges riksdag, efter att reformen skjutits upp två gånger sedan principbeslutet togs 1946 [7].
- 29 maj – Nyzeeländaren Sir Edmund Hillary och nepalesen Tenzing Norgay blir det första människorna att nå Mount Everests topp, 8 840 meter över havet [2].

### Juni

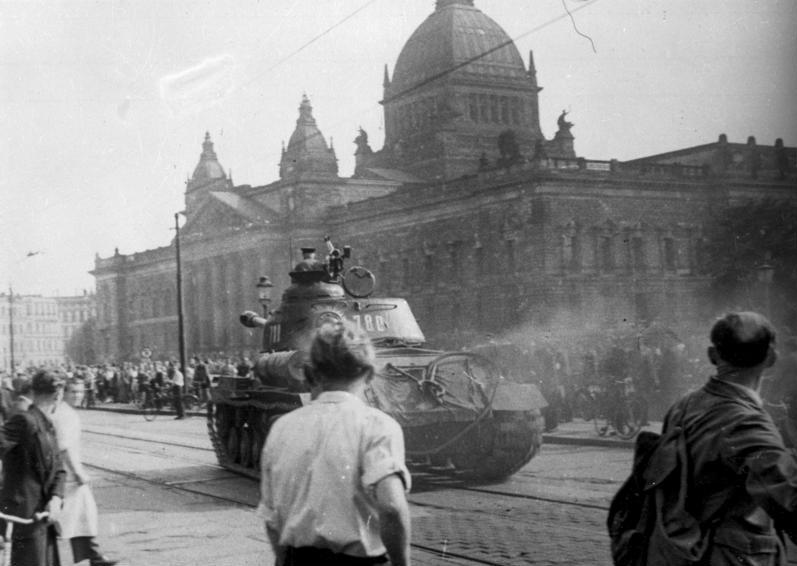
Uppror i Östtyskland.

- 2 juni – Elizabeth II kröns till regent av Storbritannien i Westminster, London
- 5 juni – Kung Fredrik IX undertecknar Danmarks nya konstitution, vilken bland annat innebär tvåkammarparlamentets avskaffande och att rösträttsåldern sänks från 25 till 23 år [2].
- 17–18 juni – En byggnadsarbetarstrejk som utvidgas till ett allmänt uppror i Östtyskland med demonstrationer och protester slås ner av sovjetiska soldater [2]. Flera dödade och skadade [5].
- 20 juni – Trots protester från hela världen avrättar USA makarna Ethel och Julius Rosenberg, som på svaga grunder dömts för spioneri åt Sovjetunionen [2].
- 28 juni – I en slakterianläggning i Alvesta påträffas smittkällan till den paratyfusepidemi som härjar i Sverige [2].

### Juli
- 1 juli – Coca-Cola börjar tillverkas på licens i Sverige då förbudet upphör efter att fosforsyran tidigare ansetts farlig [5].
- 4-5 juli – Ljungby drabbas av en stadsbrand och flera kvarter i centrum brinner ner.
- 18 juli – 1 700 personer omkommer och 7 000 skadas vid översvämningar på ön Honshu i Japan [10].
- 27 juli – Koreakriget tar slut i och med att USA, Kina, Nordkorea och Sydkorea undertecknar en överenskommelse om vapenstillestånd i Panmunjom och fastställer en demarkationslinje som sammanfaller med fronten som den var i maj 1951 [2], och en demilitariserad zon skapas [5]. USA hade under konfliktens sista år 300 000 soldater närvarande, och över 36 000 amerikanska soldater har dödats i strid [11].

### Augusti
- 8 augusti – I USA blir Franklin "Bud" Held först i världen med att kasta spjutet 80 meter med nya världsrekordet 80,41 [2].
- 14 augusti – Andra delen av Kinsey-rapporterna, "Kvinnans sexuella beteende", presenteras i USA och blir snabbt en storsäljare [2].
- 17 augusti – Dick Helander, som just tillträtt biskopsstolen i Strängnäs, åtalas för att ha skrivit anonyma smädelsebrev om sina medtävlare i biskopsvalet [5].
- 20 augusti – Sovjetunionen spränger sin första vätebomb, mindre än ett år efter att USA sprängt en vätebomb [2].
- 30 augusti – Den svåraste polioepidemin i Sverige sedan 1912 har hittills krävt 40 dödsoffer [1].

### September
- 2 september – Rivningarna inför byggandet av Hötorgscity i Stockholm inleds [1] för att, enligt 1952 års stadsplan, beredda plats åt fem höghus [7] och detta är startskottet för den hårdhänta så kallade cityomvandlingen i huvudstaden.
- 8 september – Sveriges första motorväg, mellan Malmö och Lund, invigs [2]. Vägen är fyrfilig och 22 meter bred. Hastighetsbegränsning saknas men vägen anses ofarlig då kurvor, backar och korsningar saknas [7]. Inviger gör prins Bertil.
- 13 september – Nikita Chrustjev blir generalsekreterare för Sovjetunionens kommunistparti [2].
- 16 september – Forum invigs i Uppsala och är Sveriges första moderna varuhus [12].

### Oktober
- 16 oktober – I ett svenskt rättsfall där "rättsröta" misstänks döms rådman Folke Lundquist till straffarbete för trolöshet, ocker och bedrägeri [1].
- 25 oktober – Svenske testflygaren Bengt Olow passerar som första svensk ljudvallen med SAAB:s A 32 "Lansen" [2].

### November
- 21 november – Från naturhistoriska museet i London meddelas att Piltdownmannens skalle, som upptäcktes 1912, konstaterats vara en bluff.[13][14][15]
- 25 november
  - England förlorar med 3-6 hemma mot Ungern och förlorar därmed för första gången en hemmalandskamp i fotboll mot kontinentaleuropeiskt motstånd [2].
  - Den svenska riksdagen tillsätter en utredning om övergång till högertrafik i Sverige [1].

### December
- December – Herrtidningen Playboy utkommer med sitt första nummer.
- 11 december – Den svenskbyggda matematikmaskinen BESK (binär elektronisk sekvens-kalkylator) demonstreras på KTH [1]  och är under en tid världens snabbaste dator[7].
- 22 december – Den nyutnämnde Strängnäsbiskopen Dick Helander döms mot sitt nekande till avsättning för att ha skrivit ärekränkande anonyma brev [2].
- 24 december – 155 personer omkommer och flera saknas då ett tåg störtar genom en bro i Nya Zeeland[3].

### Okänt datum
- 600 personer omkommer och 10 000 blir hemlösa vid en jordbävning på Joniska öarna [10]
- Svenska charterresor med flyg till Mallorca inleds.
- Det svenska Telegrafverket byter namn till Televerket.
- De klassiska svenska orange-gula rälsbussarna börjar tillverkas.
- Danny Kaye utses till Unicef:s första goodwillambassadör.
- I Sverige utfärdar Skolöverstyrelsen anvisningar om skolpolisverksamhet i Sverige.
- Sedan den svenska regeringen har gjort all högskoleutbildning avgiftsfri hamnar Handelshögskolan i Stockholm i ekonomisk kris, men räddas genom en donation av familjen Wallenberg.

## Födda

### Första kvartalet

#### Januari
- 5 januari
  - Pamela Sue Martin, amerikansk skådespelare.
  - Dwight Muhammad Qawi, amerikansk boxare.
- 6 januari – Malcolm Young, brittisk musiker, gitarrist i AC/DC.
- 7 januari – Flor Contemplacion, filippinskt hembiträde.
- 9 januari – Bill Graves, amerikansk republikansk politiker, guvernör i Kansas 1995–2003.
- 15 januari
  - Reine Brynolfsson, svensk skådespelare.
  - Malou von Sivers, svensk journalist och programledare.
- 18 januari
  - Dag Malmberg, svensk regissör och skådespelare.
  - Gunnar Wetterberg, svensk historiker och författare.
- 20 januari – Jeffrey Epstein, amerikansk finansman och dömd sexförbrytare.
- 21 januari – Paul Allen, en av grundarna av Microsoft.
- 22 januari – Steve Chabot, amerikansk republikansk politiker, kongressledamot 1995–2009.
- 24 januari – Anders Beckman, svensk skådespelare.
- 26 januari – Anders Fogh Rasmussen, dansk politiker, statsminister från 2001.
- 29 januari – Richard Younger-Ross, brittisk parlamentsledamot för Liberal Democrats.
- 31 januari – Sergej Ivanov, rysk politiker.

#### Februari
- 3 februari – Tove Granditsky, svensk skådespelare.
- 4 februari – Li Brådhe, svensk skådespelare.
- 7 februari – Astrid Assefa, svensk-etiopisk skådespelare, sångerska, teaterregissör och teaterchef.
- 8 februari – Mary Steenburgen, amerikansk skådespelare.
- 9 februari – Ciarán Hinds, brittisk skådespelare.
- 10 februari – John Shirley, amerikansk science fiction-författare.
- 11 februari – Jeb Bush, amerikansk politiker, Floridas 43:e guvernör.
- 12 februari – Peter Andersson, svensk skådespelare.
- 14 februari – Sylvain Sylvain, amerikansk musiker, medlem i New York Dolls
- 15 februari
  - Gregory Campbell, nordirländsk politiker (Democratic Unionist Party), parlamentsledamot från 2001.
  - Derek Conway, brittisk parlamentsledamot för Conservative från 1974.
- 23 februari – Kjell Bergqvist, svensk skådespelare.
- 25 februari – José María Aznar, spansk politiker, statsminister 1996–2004.

#### Mars
- 1 mars – Chuck Zito, amerikansk skådespelare, och före detta livvakt åt Hells Angels.
- 3 mars – Christer Lindarw, svensk dragshowartist.
- 4 mars
  - Kay Lenz, amerikansk skådespelare.
  - Chris Smith, amerikansk politiker, kongressledamot 1981-.
- 5 mars – Katarina Frostenson, svensk lyriker.
- 6 mars
  - Jan Kjærstad, norsk författare.
  - Wolfgang Grams, medlem av Röda armé-fraktionen.
- 7 mars – Bengt Steneby, svensk arkitekt uppfinnare fotograf.
- 8 mars – Vasundhara Raje, indisk politiker.
- 10 mars
  - Christer Fant, svensk skådespelare.
  - Paul Haggis, kanadensisk regissör, manusförfattare och filmproducent.
- 12 mars – Ron Jeremy, amerikansk porrskådespelare.
- 15 mars
  - Arta Dade, utrikesministern i Albanien 2001–2002.
  - Mark Thatcher, brittisk affärsman.
  - Kumba Ialá, president i Guinea-Bissau 2000–2003.
- 16 mars
  - Isabelle Huppert, fransk skådespelare.
  - Lars Bäckström, svensk vänsterpartistisk politiker.
  - Christer G. Wennerholm, svensk politiker (moderat).
- 20 mars – Keith Self, amerikansk republikansk politiker.
- 23 mars – Geoffrey Clifton-Brown, brittisk parlamentsledamot för Conservative Party från 1992.
- 24 mars – Claes Hultling, svensk rehabiliteringsläkare.
- 27 mars – Annemarie Moser-Pröll, österrikisk alpin skidåkare.
- 28 mars
  - Melchior Ndadayé, president i Burundi 1993.
  - Nydia Velázquez, amerikansk demokratisk politiker, kongressledamot 1993-.

### Andra kvartalet

#### April
- 2 april
  - Krzysztof Krauze, polsk regissör.
  - Ulla-Carin Lindquist, svensk journalist.
  - Eilert Pilarm, svensk musiker.
- 6 april – Joe Courtney, amerikansk demokratisk politiker.
- 11 april
  - Guy Verhofstadt, belgisk politiker, premiärminister 1999–2008.
  - Andrew Wiles, brittisk matematiker.
- 12 april – Peter Bradley, brittisk parlamentsledamot för Labour.
- 13 april – Stephen Byers, brittisk parlamentsledamot för Labour Party.
- 14 april – Eric Tsang, kinesisk skådespelare.
- 23 april – Fred Upton, amerikansk republikansk politiker, kongressledamot 1987–2023.
- 27 april – Anna Kamenkova, rysk skådespelare.
- 28 april – Kim Gordon, amerikansk musiker och sångerska.
- 29 april – Tore Persson, svensk skådespelare.
- 30 april – Merrill Osmond, amerikansk musiker, medlem av Osmonds.

#### Maj
- 1 maj – Ed Perlmutter, amerikansk demokratisk politiker.
- 3 maj – Mats Andersson, svensk skådespelare.
- 4 maj – Göran Engman, svensk skådespelare.
- 6 maj – Tony Blair, brittisk premiärminister 1997–2007.
- 13 maj – Gerry Sutcliffe, brittisk parlamentsledamot från 1994.
- 14 maj – Hywel Williams, brittisk parlamentsledamot.
- 15 maj – Mike Oldfield, brittisk musiker.
- 16 maj – Pierce Brosnan, irländsk skådespelare.
- 17 maj – Yoko Shimada, japansk skådespelare.
- 19 maj
  - Brad Miller, amerikansk demokratisk politiker.
  - Roger Melin, svensk författare.
- 23 maj
  - Vjatjeslav Sjtyrov, president i den ryska republiken Sakha.
  - Harry Wallin, finländsk socialdemokratisk politiker.
- 24 maj – Alfred Molina, brittisk skådespelare.
- 26 maj – Kay Hagan, amerikansk demokratisk politiker, senator 2009-.
- 29 maj
  - Aleksandr Abdulov, rysk skådespelare.
  - Danny Elfman, amerikansk filmmusikkompositör.

#### Juni
- 1 juni
  - David Berkowitz, amerikansk seriemördare, numera pånyttfödd kristen.
  - Ebba Witt-Brattström, svensk litteraturvetare och feminist, professor vid Helsingfors universitet.
- 3 juni – Runar Karlsson, åländsk politiker (centerpartist).
- 4 juni – Linda Lingle, amerikansk republikansk politiker.
- 7 juni
  - Colleen Camp, amerikansk skådespelare.
  - Libuše Šafránková, tjeckisk skådespelare. (död 2021)
- 8 juni – Ken Calvert, amerikansk republikansk politiker.
- 10 juni – John Edwards, amerikansk politiker i det demokratiska partiet.
- 11 juni
  - José Bové, fransk politiker
  - Dennis Daugaard, amerikansk republikansk politiker.
- 12 juni
  - Colin Challen, brittisk parlamentsledamot för Labour 2001–2010.
  - Christina Gunnardo – svensk kristen sångare och låtskrivare. (död 2005)
- 15 juni – Veronica Björnstrand, svensk skådespelare.
- 17 juni – Vernon Coaker, brittisk parlamentsledamot för Labour.
- 21 juni – Benazir Bhutto, pakistansk politiker, premiärminister 1988–1990 och 1993–1996. (död 2007)
- 22 juni – Cyndi Lauper, amerikansk sångerska och skådespelare.
- 23 juni
  - Baron Hill, amerikansk demokratisk politiker.
  - Russell Mulcahy, australisk filmregissör.

### Tredje kvartalet

#### Juli
- 2 juli – Randy Weber, amerikansk republikansk politiker, kongressledamot 2013–.
- 9 juli – Dave Camp, amerikansk republikansk politiker, kongressledamot 1991–2015.
- 11 juli – Leon Spinks, amerikansk tungviktsboxare. (död 2021)
- 12 juli – John Ausonius, svensk seriemördare och känd som Lasermannen.
- 14 juli – Martha Coakley, amerikansk demokratisk politiker.
- 15 juli – Jean-Bertrand Aristide, haitisk präst och politiker, Haitis president 1994–1996 och 2001–2004.
- 17 juli – Lisbeht Tammeleht, svensk skådespelare.
- 20 juli – Lee Garlington, amerikansk skådespelare.
- 21 juli – John Salazar, amerikansk demokratisk politiker.
- 24 juli – Julian Brazier, brittisk parlamentsledamot för Conservative 1987–2017.
- 26 juli – Felix Magath, tysk fotbollsspelare, mittfältare, tränare.
- 27 juli – Alf Björnberg, svensk musikforskare.
- 29 juli – Patti Scialfa, amerikansk gitarrist och bakgrundssångerska i The E Street Band 1984.
- 30 juli – Anne Linnet, dansk kompositör och sångerska.
- 31 juli – James Read, amerikansk skådespelare.

#### Augusti
- 3 augusti – Philip Casnoff, amerikansk skådespelare.
- 5 augusti – Michael F. Doyle, amerikansk politiker.
- 8 augusti – Nigel Mansell, brittisk racerförare.
- 11 augusti – Hulk Hogan, även känd som Hollywood Hogan, amerikansk fribrottare och skådespelare.
- 14 augusti – James Horner, amerikansk filmmusikkompositör. (död 2015)
- 16 augusti
  - Susanne Schelin, svensk skådespelare.
  - Vincent Curatola, amerikansk skådespelare.
- 18 augusti
  - Sergio Castellitto, italiensk skådespelare.
  - Louie Gohmert, amerikansk republikansk politiker.
- 27 augusti – Peter Stormare, svensk skådespelare.
- 31 augusti – Dave Weldon, amerikansk republikansk politiker och läkare, kongressledamot 1995–2009.

#### September
- 3 september – Jean-Pierre Jeunet, fransk regissör.
- 5 september – Victor Davis Hanson, amerikansk militärhistoriker.
- 17 september – Gene Taylor, amerikansk politiker, kongressledamot 1989–2011.
- 25 september – Gregory Meeks, amerikansk demokratisk politiker, kongressledamot 1998–.
- 26 september – Peter Halley, amerikansk konstnär.
- 27 september
  - Diane Abbott, brittisk parlamentsledamot för Labour.
  - Mata Amritanandamayi, indisk guru.
- 30 september
  - Hilton Dawson, brittisk parlamentsledamot för Labour Party 1997–2005.
  - Dayton Leroy Rogers, amerikansk kriminell.

### Fjärde kvartalet

#### Oktober
- 4 oktober – Tchéky Karyo, fransk skådespelare.
- 5 oktober – Anne-Li Norberg, svensk skådespelare. (död 2018)
- 9 oktober – Tony Shalhoub, amerikansk skådespelare.
- 11 oktober – David Morse, amerikansk skådespelare.
- 12 oktober – David Threlfall, brittisk skådespelare.
- 13 oktober – Ingalill Rydberg, svensk skådespelare.
- 15 oktober – Tito Jackson, amerikansk musiker, medlem i The Jackson Five. (död 2024)
- 16 oktober – Paulo Roberto Falcão, brasiliansk fotbollsspelare.
- 19 oktober – Robert Ekh, svensk pastor för Livets Ord.
- 21 oktober
  - Peter Mandelson, brittisk politiker (Labour).
  - Keith Green, amerikansk gospelsångare, kompositör och musiker. (död 1982)
- 31 oktober – Jack Roche, brittiskfödd australier, som konverterat till Islam, känd som al-Qaidas man i Australien.

#### November
- 1 november – Darrell Issa, amerikansk republikansk politiker och affärsman.
- 4 november – Carlos Gutierrez, kubansk-amerikansk politiker och affärsman.
- 9 november – David Leslie, skotsk racerförare. (död 2008)
- 13 november – Juliet Hammond-Hill, brittisk skådespelare.
- 14 november – Dominique de Villepin, fransk diplomat, poet och politiker, utrikesminister 2002–2004.
- 15 november – Eugenia Roccella, italiensk politiker och journalist.
- 20 november – Anders Glenmark, svensk musiker.
- 22 november – Marit Nicolaysen, norsk författare.
- 23 november – Shelley Moore Capito, amerikansk republikansk politiker.
- 25 november – Jeffrey Skilling, amerikansk affärsman.
- 26 november
  - Hilary Benn, brittisk parlamentsledamot för Labour.
  - George Mudie, brittisk parlamentsledamot för Labour från 1992.
- 28 november – Alistair Darling, brittisk parlamentsledamot för Labour, finansminister 2007–2010. (död 2023)
- 29 november
  - Moshe Ivgy, israelisk skådespelare.
  - Rosemary West, brittisk seriemördare.

#### December
- 4 december – Jean-Marie Pfaff, belgisk fotbollsspelare.
- 6 december
  - Tom Hulce, amerikansk skådespelare.
  - Anna Kristina Kallin, svensk skådespelare och sångare. (död 2004)
- 8 december
  - Kim Basinger, amerikansk skådespelare.
  - Władysław Kozakiewicz, polsk stavhoppare.
- 9 december
  - György Dörner, ungersk skådespelare.
  - John Malkovich, amerikansk skådespelare.
- 10 december – Luis Gutiérrez, amerikansk demokratisk politiker, kongressledamot 1993–2019.
- 11 december
  - Anneli Alhanko, svensk balettdansös.
  - Bess Armstrong, amerikansk skådespelare.
- 14 december – Mikael Odenberg, svensk moderat politiker, försvarsminister 2006–2007.
- 17 december – Bill Pullman, amerikansk skådespelare.
- 18 december – Jeff Kober, amerikansk skådespelare.
- 24 december – Timothy Carhart, amerikansk skådespelare.
- 27 december — Anders Danielsson, svensk ämbetsman
- 29 december – Matthias Platzeck, tysk socialdemokratisk politiker.
- 31 december
  - Jane Badler, amerikansk skådespelare.
  - James Remar, amerikansk skådespelare.

## Avlidna

### Första kvartalet

#### Januari
- 1 januari – Hank Williams, 29, amerikansk countrylegend.
- 2 januari – Hilda Borgström, 81, svensk skådespelare.
- 12 januari – Maja Cassel, 61, svensk skådespelare och operasångerska.

#### Februari
- 10 februari – David A. Reed, 72, amerikansk republikansk politiker, senator 1922–1935.
- 20 februari – Vydūnas, 84, litauisk filosof och författare.
- 24 februari
  - Robert M. La Follette Jr., 58, amerikansk politiker, senator 1925–1947.
  - Gerd von Rundstedt, 77, tysk generalfältmarskalk.
- 25 februari – Sergej Vinogradskij, 96, rysk mikrobiolog.

#### Mars
- 5 mars
  - Sergej Prokofjev, 61, rysk pianist och tonsättare.
  - Josef Stalin, 74, sovjetunionens ledare [2].
- 10 mars – Alex Groesbeck, 79. amerikansk republikansk politiker, guvernör i Michigan 1921–1927.
- 14 mars – Klement Gottwald, 56, tjeckoslovakisk politiker.
- 21 mars – David Sholtz, 61, amerikansk demokratisk politiker, guvernör i Florida 1933–1937.
- 23 mars – Raoul Dufy, 75, fransk målare.
- 24 mars – Mary av Teck, 85, drottning av Storbritannien 1910–1936 (gift med Georg V)
- 27 mars – Carl Gustaf Pettersson, 76, båtkonstruktör.
- 28 mars – Jim Thorpe, 65, amerikansk idrottare.

### Andra kvartalet

#### April
- 17 april – Sven Wingquist, 76, svensk uppfinnare av kullagret och grundare av SKF [1].
- 20 april – Erich Weinert, 62, tysk författare och politiker.
- 24 april – Arvid Hellberg, 62, svensk försäkringsdirektör och politiker.
- 30 april – Garrett L. Withers, 68, amerikansk demokratisk politiker.

#### Maj
- 6 maj – Günter Guse, 66, tysk sjömilitär, amiral 1940.
- 16 maj – Django Reinhardt, 43, fransk jazzgitarrist.
- 22 maj
  - Hanna Grönvall, 73, svensk politiker.
  - Earl W. Vincent, 67, amerikansk republikansk politiker, kongressledamot 1928–1929.
- 23 maj – Syama Prasad Mookerjee, 51, indisk politiker, grundare av partiet Bharatiya Jana Sangh.

#### Juni
- 4 juni – Birger Schyberg, 56, svensk officer i flygvapnet.
- 12 juni – Leslie Graham, 41, den förste världsmästaren i roadracing.
- 17 juni – Edward E. Denison, 79, amerikansk republikansk politiker, kongressledamot 1915–1931.
- 19 juni – Ethel och Julius Rosenberg, amerikanska misstänkta spioner (avrättade).
- 23 juni – Albert Gleizes, 71, fransk målare.
- 26 juni – Willis Smith, 65, amerikansk demokratisk politiker, senator 1950-1953.
- 30 juni – Elsa Beskow, 79, svensk barnboksförfattare och illustratör och konstnär[1].

### Tredje kvartalet

#### Juli
- 15 juli – John Reginald Christie, 54, brittisk seriemördare.
- 19 juli – Margaret Rogers, tjänsteflicka i Vita huset.
- 22 juli – Edward L. Leahy, 67, amerikansk demokratisk politiker och jurist, senator 1949–1950.
- 24 juli – Charles W. Tobey, 73, amerikansk politiker, senator 1939–1953.

#### Augusti
- 7 augusti
  - Holm O. Bursum, 86, amerikansk republikansk politiker, senator 1921–1925.
  - Robert Archer Cooper, 79, amerikansk demokratisk politiker och jurist, guvernör i South Carolina 1919–1922.
- 29 augusti – James H. Hughes, 86, amerikansk demokratisk politiker, senator 1937–1943.

#### September
- 1 september – Jacques Thibaud, 72, fransk violinist.
- 5 september – Walther Darré, 58, tysk nazistisk politiker.
- 8 september
  - Fred M. Vinson, 63, chefsdomare i USA:s högsta domstol.
  - George A. Wilson, 69, amerikansk republikansk politiker.
- 12 september
  - Sigrid Boo, 55, norsk författare.
  - Thomas Clarke Rye, 90, amerikansk demokratisk politiker, guvernör i Tennessee 1915–1919.
- 15 september – Erich Mendelsohn, 66, tysk arkitekt, företrädare för expressionismen inom arkitekturen.
- 28 september
  - Edwin Hubble, 63, amerikansk astronom.
  - Daniel T. McCarty, 41, amerikansk demokratisk politiker, guvernör i Florida 1953.
- 29 september – Ernst Reuter, 64, tysk politiker.

### Fjärde kvartalet

#### Oktober
- 4 oktober – Oscar Bernadotte, 93, svensk prins.
- 5 oktober – Hjalmar Lundgren, 73, svensk författare.
- 8 oktober – Natanael Beskow, 88, författare, konstnär, psalmdiktare, teolog och socialarbetare.
- 9 oktober – James Finlayson, 66, skotsk-amerikansk filmkomiker, ofta i Helan och Halvan-filmer.
- 12 oktober
  - Hjalmar Hammarskjöld, 91, svensk politiker och jurist, Sveriges statsminister 1914–1917 och ledamot av Svenska Akademien[1].
  - Hugh Ike Shott, 87, amerikansk republikansk politiker och publicist.
- 30 oktober – Emmerich Kálmán, 71, ungersk kompositör.

#### November
- 9 november – Dylan Thomas, 39, brittisk poet, född och uppvuxen i Wales.
- 15 november – Wilhelm Stuckart, 50, tysk nazistisk politiker.
- 21 november
  - Sigurd Hammarstrand, 73, svensk ingenjör.
  - William Denney, 80, amerikansk republikansk politiker, guvernör i Delaware 1921–1925.
- 24 november – Tom Walter, 46, svensk skådespelare.
- 27 november – Eugene O'Neill, 65, amerikansk dramatiker.
- 30 november – Kim Sigler, 59, amerikansk politiker, guvernör i Michigan 1947–1949.

#### December
- 15 december
  - Walter Linse, 50, tysk jurist (avrättad).
  - George White, 81, amerikansk demokratisk politiker, guvernör i Ohio 1931–1935.
- 20 december – James Hilton, 54, brittisk författare.
- 23 december – Lavrentij Berija, 54, sovjetisk politiker (avrättad).
- 26 december – David Milne, 71, kanadensisk målare.

## Nobelpris[16]
- Fysik – Frits Zernike, Nederländerna
- Kemi – Hermann Staudinger, Västtyskland
- Medicin
  - Hans Krebs, Storbritannien
  - Fritz Lipmann, USA
- Litteratur – Sir Winston Churchill, Storbritannien
- Fred – George C. Marshall, USA

### Fotnoter
1. 1 2 3 4 5 6 7 8 9 10 11 12 13  Hundra år i Sverige – 1953, Hans Dahlberg, Albert Bonniers, 1999
2. 1 2 3 4 5 6 7 8 9 10 11 12 13 14 15 16 17 18 19 20 21 22 23 24  20:e århundrades När Var Hur – 1953, Bernt Himmelstedt, Forum, 1999
3. 1 2 3 4 5  Faktakalendern 1996, Semic, 1995
4. ↑  ”United States” (på engelska). World Statesmen. http://www.worldstatesmen.org/United_States.html. Läst 23 september 2012.
5. 1 2 3 4 5 6 7  100 år med Aftonbladet – 1953, 1999
6. ↑  75 år Sverige, Carl-Adam Nycop, Bokförlaget Bra böcker, 1976, sidan 168 – Teaterepokern Anders de Wahl
7. 1 2 3 4 5  Sverige 1900-talet – 1953, NE, Bra Böcker, 2000
8. ↑  ”Chance for Peace Speech”. Dwight D. Eisenhower Memorial Commission. 16 april 1953. Arkiverad från originalet den 22 november 2010. https://web.archive.org/web/20101122085615/http://eisenhowermemorial.org/speeches/19530416%20Chance%20for%20Peace.htm. Läst 9 augusti 2010.
9. ↑  Watson, J. D. (26 juni 1953). ”Molecular structure of nucleic acids: a structure for deoxyribose nucleic acid”. ""171"". Nature. ss. 737–738. http://www.nature.com/genomics/human/watson-crick/index.html. Läst 9 augusti 2010.
10. 1 2  Faktakalendern 2006, Semic, 2005
11. ↑  ”USA:s militära insatser i utlandet”. Arkiverad från originalet den 12 oktober 2011. https://www.webcitation.org/62NCLaa95?url=http://www.history.navy.mil/library/online/forces.htm.
12. ↑  Sverige 1900-talet – KF en folkrörelse med ideal, NE, Bra Böcker, 2000
13. ↑  Weiner, J. S.; Oakley, K. P.; Le Gros Clark, W. E.. ”The Solution of the Piltdown Problem”. Bulletin of the British Museum (Natural History), Geological Series "2" (3).
14. ↑  ”End as a Man”. Time. 30 november 1953. Arkiverad från originalet den 30 oktober 2010. https://web.archive.org/web/20101030234043/http://www.time.com/time/magazine/article/0%2C9171%2C823171%2C00.html. Läst 11 november 2010.
15. ↑   Penguin Pocket On This Day. Penguin Reference Library. 2006. ISBN 0-14-102715-0
16. ↑  ”Nobelpriset”. https://www.nobelprize.org/prizes/lists/all-nobel-prizes/. Läst 10 april 2011.